# 勃生
16°46′27″N 94°43′54″E / 16.77417°N 94.73167°E
勃生是缅甸伊洛瓦底省首府，在國境的西南方，伊洛瓦底江三角洲勃生河的左岸，南方距離河口約有120公里。東方距離仰光省約有150公里，人口315,600人（2004年）。
勃生是一個歷史悠久的大米貿易中心。有機械製造、造船、金屬加工、碾米、製陶、鋸木等工業部門。所產緬傘頗有名。出口以大米和柚木為主。萬噸輪船可以進出且有鐵路東北行，在禮勃坦附近與仰光-卑謬鐵路接軌。七十年代又修建了通往仰光的公路，其港口性質為一個河港。